# Hans Forster (Politiker)
Hans Forster (* 5. Februar 1956 in Bremerhaven) ist ein deutscher Politiker (SPD).

## Ausbildung und Beruf
Nach der Mittleren Reife begann Forster 1974 eine Ausbildung bei der Deutschen Bundespost und war seit 1979 als Fernmeldebeamter bis 1998 bei der Küstenfunkstelle Norddeich Radio (Deutsche Telekom) beschäftigt.
Seit 1975 ist Forster Mitglied der Deutschen Postgewerkschaft (jetzt ver.di) und seit 1989 Vorstandsmitglied des DGB-Ortskartells Norden. Seit 1999 ist er Vorsitzender des neu gegründeten DGB-Stadtverbandes Norden. Er gehört dem Vorstand des ver.di-Stadtverbandes Norden und Umland an und hat sich mehrere Jahre im Personal- bzw. Betriebsrat engagiert.

## Partei
Seit 1976 ist Forster Mitglied der SPD. Hier engagierte er sich zunächst bei den Jusos. Von 1981 bis 1990 war er Vorsitzender der Juso-AG Norden, von 1984 bis 1991 war er Vorsitzender des Juso-Unterbezirks Aurich (1984 kommissarisch) und daneben von 1989 bis 1991 Juso-Landesvorsitzender in Niedersachsen und damit von 1989 bis 1991 beratendes Vorstandsmitglied des SPD-Landesverbandes Niedersachsen; seit 1981 Vorstandsmitglied des SPD-Ortsvereins Norden; von 1991 bis 2007 Vorsitzender des SPD-Ortsvereins Norden; von 2000 bis 2002 stellvertretender Vorsitzender des SPD-Stadtverbandes Norden; von 2002 bis 2017 Vorsitzender des SPD-Stadtverbandes Norden; seit 1984 Mitglied im geschäftsführenden Vorstand des SPD-Unterbezirks Aurich; seit 2002 stellvertretender Vorsitzender des SPD-Unterbezirks Aurich; von 1989 bis 2003 Mitglied im Bezirksausschuss des SPD-Bezirks Weser-Ems; von 1995 bis 2011 Mitglied des SPD-Parteirates; seit 2002 Vorstandsmitglied des SPD-Bezirks Weser-Ems; von 1996 bis 2007 stellvertretender Vorsitzender der Arbeitsgemeinschaft für Arbeit (AfA) im SPD-Unterbezirk Aurich; seit 2008 gehört er dem neugegründeten Landesparteirat der niedersächsischen SPD an. Seit Anfang 2012 ist er als Delegierter im neu gegründeten Parteikonvent der Bundes-SPD. 2016 wurde ihm für sein langjähriges politisches Engagement die Willy-Brandt-Medaille verliehen.

## Abgeordneter
1991 wurde er zum Ratsherrn der Stadt Norden (Ostfriesland) gewählt, zuletzt bestätigt durch die Kommunalwahl im September 2016. Von 1996 bis 1998 und von 2001 bis 2006 Beigeordneter der Stadt Norden; von 1996 bis 2006 stellvertretender Vorsitzender und ehrenamtlicher Geschäftsführer der SPD-Fraktion im Rat der Stadt Norden;
Von 1995 bis 1996 und ab 2001 gehört er dem Kreistag des Landkreises Aurich an.
Ab 2012 ist er als Vertreter der Stadt Norden Mitglied im Verwaltungsrat der Sparkasse Aurich-Norden.
Forster war von 1998 bis 2002 Mitglied des Deutschen Bundestages. Nachdem er bei der Bundestagswahl 2002 den erneuten Einzug in den Bundestag verfehlt hatte, rückte er am 12. Mai 2005 für den zum Wehrbeauftragten gewählten Abgeordneten Reinhold Robbe über die Landesliste Niedersachsen nach.